# عجال
العجَّال أو الدواليبي (نسبة إلى الدواليب) أو صانع العجلات أو مصطلحها هو حرفي يصنع أو يصلح العجلات الخشبية.